# 女調査員・おでん屋“ぽんた”探偵局
『女調査員・おでん屋“ぽんた”探偵局』（おんなちょうさいん おでんやぽんた たんていきょく）は、1996年から1998年まで朝日放送（ABC）制作、テレビ朝日系「土曜ワイド劇場」で放送されたテレビドラマシリーズ。全2回。主演は浜木綿子。

## キャスト

### レギュラー
時田早苗
演 - 浜木綿子
おでん屋台の女将。元保険調査員。夫を病気で亡くしている。
時田慎吾
演 - 薬丸裕英
刑事。早苗の息子。
矢部哲治
演 - 斎藤洋介
慎吾の先輩刑事。
姫野桜子
演 - 梅垣義明

### ゲスト
第1作（1996年）
- 篠原綾子（磯貝の娘） - 洞口依子
- 久保譲（4年前強盗殺人で逮捕） - 前田耕陽
- 磯貝光夫 - 福田豊土
- 穂積美紀子 - 内田春菊
- 桜子の母 - 大方斐紗子
- 前園亮子（早苗の元同僚） - 赤座美代子
- 曽根充（早苗の屋台の常連客） - 長谷川初範
- 北見誠、掛田誠、荒深隆之、根上彩、安芸秀子、折口明、熊谷祐子、新地雅之、久我美智子、黒木朋子、神崎丞太郎、熊本昭博、岡野百合

第2作（1998年）
- 佐藤茂（自動車整備工場従業員・直子の兄） - 小林健
- 王サン - 徳井優
- 遠藤二郎（早苗の屋台の客） - 沼田爆
- 佐藤直子（真理の母） - 前田昌代
- 花田吟（森の知り合い） - 亀山助清
- 田村聡美 - 春日宏美
- 三浦昇（自動車整備工場経営者） - 山下規介
- 森晴彦（金融業者） - 前田昌明
- 大西洋三（佳枝の元愛人） - 草見潤平
- 佐藤佳枝（スナック経営者・直子と茂の母） - 樫山文枝
- 坂下光一郎、船坂博子、井上思、入江くに子、根上彩、荒木優騎、大川聖一郎、岡野百合、永田亜矢子、熊本昭博、澤田祥子、西村道勝、田島穂奈美

## スタッフ
- プロデューサー
  - 第1作 - 岡村光範（ABC）、大野逸雄（ABC）、工藤英博（PDS）、鶴岡智之（PDS）
  - 第2作 - 森山浩一（ABC）、千野栄彦（PDS）
- 脚本 - 上岡一美
- 技術 - 内山久光(#1)、白田龍夫(#2)
- 撮影 - 白田龍夫(#1)
- 照明 - 中嶋義晴(#1,2)
- 録音 - 河合由行(#1)、田中文雄(#2)
- VE - 塚本修(#1,2)
- 美術 - 橋本千春(#1,2)
- 美術進行 - 塩田仁(#2)
- 装飾 - 舟木博志(#1,2)
- 大道具 - 片山勝(#1)
- 持道具 - 倉田めぐみ(#1)、武川真由美(#2)
- 衣裳 - 東京衣裳(#1)、阿部満美(#2)
- ヘアメイク - 竹内三枝子(#1,2)、大野真二郎(#1)、伊藤ゆり(#2)
- スチール - 勝村勲(#1,2)
- 車輌 - 高橋ロケサービス(#1)、コンガス(#2)
- 編集 - 山田宏司(#1,2)
- ライン編集 - 門馬英行(#2)
- 音響効果 - 大槻邦久(#1)、田母神正顕(#2)
- 選曲 - 山本逸美（映広）(#1)、矢崎裕行(#2)
- 番組宣伝 - 矢澤克之（ABC）(#1,2)、片山あぐり（ABC）(#1)
- アシスタントプロデューサー - 杉本明千世(#1,2)
- 制作担当 - 林みのる（テレセカンド）(#1)、林利雄(#2)
- 記録 - 小坂好世(#1)、杉山珠美(#2)
- 監督補 - 津崎敏喜(#1)
- 助監督 - 石川達郎(#2)、津崎敏喜(#2)
- 撮影協力
  - 第1作 - 大久保キングタイガー、CLUB WIRE
  - 第2作 - ビルメンテナンスオーチュー、中村車体整備工業
- 技術協力 - バル・エンタープライズ(#1,2)
- スタジオ - TMC-1国際放映(#1)、TMC砧スタジオ(#2)
- 監督 - 示野浩司
- 制作 - 朝日放送（ABC）、PDS

## 放送日程
| 話数 | 放送日        | サブタイトル                                                            | 脚本     | 監督     |
| ---- | ------------- | ----------------------------------------------------------------------- | -------- | -------- |
| 1    | 1996年7月20日 | 自殺か他殺か!? 父から娘へ贈られた保険金に秘められた過去!!               | 上岡一美 | 示野浩司 |
| 2    | 1998年8月15日 | 捨てられた赤ん坊に保険金が!? レイプ?自殺か殺人か!? 親子鈴に秘められた謎 | 上岡一美 | 示野浩司 |